# Padarovce
Padarovce é um município da Eslováquia, situado no distrito de Rimavská Sobota, na região de Banská Bystrica. Tem 12,11 km² de área e sua população em 2018 foi estimada em 175 habitantes.

## Demografia
| Ano:        | 1994 | 2004    | 2014    | 2024    |
| ----------- | ---- | ------- | ------- | ------- |
| Broj ljudi: | 186  | 158     | 193     | 140     |
| Razlika:    |      | -15,05% | +22,15% | -27,46% |

| Ano:               | 2023 | 2024   |
| ------------------ | ---- | ------ |
| Número de pessoas: | 136  | 140    |
| Diferença:         |      | +2,94% |